# Batalla de Chilchonnyang
La batalla de Chilchonnyang (jap. 漆川梁海戦, Shitsusenryō kaisen, kor. 칠천량해전, McCune-Reischauer: Ch‘ilch‘ŏnnyang haejŏn, romanización revisada: Chilcheonryang haejeon) tuvo lugar entre el 28 de agosto de 1597 durante la segunda invasión japonesa de Corea en Chilchonnyang, un angosto estrecho cerca de la isla Geoje.

## Antecedentes
Un agente doble japonés llamado Yojiro había informado al comandante del Ejército de la Derecha de Kyongsang, Kim Ung-so de la ruta que iba a seguir la flota japonesa de Katō Kiyomasa, indicándole además el lugar y el momento exacto en el que navegaría junto a una isla camino de Pusan. Kim Ung-so informó al comandante en jefe Kwon Yul quien, a su vez, informó al gobierno. Se le enviaron mensajes al almirante Yi Sun-sin para que interceptara la flota japonesa y la destruyera. El almirante sospechó que se trataba de una trampa tendida por el enemigo para destruir a la flota coreana y retrasó la salida de la flota. La negativa de Yi irritó a Kim, que viajó en persona a reunirse con el almirante, y le ordenó zarpar, ignorando las alegaciones de Yi. Mientras Yi estaba en alta mar, Yojiro se reunió de nuevo con Kim y le informó que la flota japonesa había llegado a su destino. La oportunidad de una gran victoria se había perdido y, consecuentemente, Yi-sun sin fue juzgado por desobediencia y encontrado culpable. Sólo la intervención personal del ministro sin cartera Chong Tak le salvó de ser ejecutado. Aun así, fue degradado a soldado raso y puesto al servicio del comandante en jefe Kwon Yul en un remoto lugar de la provincia de Kyongsang. Won Kyun reemplazó a Yi como comandante supremo de la flota coreana. 

## Preludio
Durante los meses siguientes la flota japonesa evitó combatir con la flota coreana, y los japoneses usaron de nuevo a Yojiro para tender una trampa a la flota coreana. Yojiro informó que se acercaba una flota de invasión y que la flota coreana podía acabar con ella antes de que desembarcara las tropas. A pesar de las reticencias por parte de algunos mandos, se le ordenó a Won Kyun emprender acciones ofensivas. Won había permanecido inactivo e ignorado en gran medida las órdenes de sus superiores desde su nombramiento, pero, finalmente, reunió una flota de más de 200 buques y zarpó el 17 de agosto. El 20 de agosto encontraron a la flota principal japonesa, formada por entre 500 y 1000 buques, se enfrentaron a ella y fueron derrotados. La flota coreana fue puesta en fuga y buscó refugio en el estrecho de Chilchon.

## Batalla
Won Kyun se reunió con Kwon Yul en Koje-do y fue severamente reprendido. Cuando regresó a la flota se encerró en el buque insignia y se dio a la bebida. La flota coreana quedó así inmóvil, sin planes, ni mando eficaz, inteligencia ni moral.
Los japoneses, por su parte, decidieron acabar con los restos de la flota coreana. El día 22 de agosto, sabedores de que la flota enemiga se encontraba en el estrecho de Chilchon, se reunieron en el puerto de Angolpo al tiempo que Shimazu Yoshihiro desembarcaba 2.000 soldados en la isla de Koje. Las tropas de Shimazu atravesaron la isla y se dirigieron hacia la costa noroeste, ocupando una posición desde la que se podía ver a la armada coreana fondeada en la bahía.
El ataque empezó en las primeras horas del día 28 de agosto. La flota japonesa, formada por unos 500 buques, navegó los quince kilómetros que la separaban de la coreana aprovechando la luna llena. Poco después de medianoche, atacaron. Los japoneses emplearon su táctica habitual, que consistía en aproximarse disparando arcabuces y arcos y atrapar a los buques enemigos con garfios para, a continuación, lanzarse al abordaje y acabar con los defensores cuerpo a cuerpo o prender fuego a los barcos. Los coreanos, por su parte, sorprendidos y desmoralizados y acostumbrados a mantener a distancia al enemigo con su superior artillería fueron incapaces de rechazarlos y fueron masacrados. 
Algunos barcos lograron llegar a Koje, pero los japoneses les estaban esperando y acabaron tanto con sus tripulantes como con los supervivientes que iban llegando a las playas. La derrota fue completa. Todos los oficiales coreanos de alto rango murieron excepto el comandante de la Armada de la Derecha de Kyongsang, Bae Sol. Durante el tiempo que pasó la flota en Chilchon, Bae Sol había propuesto a Won Kyun marcharse a un lugar más seguro, pero su propuesta había sido rechazada. En vista de ello, Bae Sol retiró su escuadrón hacia una ensenada más alejada y, en cuanto comenzó el combate, huyó.

## Consecuencias
La armada coreana fue destruido casi por completo, más de 200 panokseon habían resultado destruidos, y los únicos buques que lograron escapar al desastre fueron los trece barcos con los que había huido Bae Sol que, en este momento, constituían el total de la flota de guerra coreana.
Con la flota coreana inoperativa, la flota japonesa de invasión pudo llegar a Corea sin ser importunada y, con la afluencia de refuerzos, los japoneses retomaron la ofensiva por tierra. La ausencia de una armada coreana potente facilitó también a los invasores el control de las rutas de suministro y, por ende, la logística de su ejército.